# 21. juni
21. juni er dag 172 i året i den gregorianske kalender (dag 173 i skudår). Der er 193 dage tilbage af året.
Albanus dag. Biskop fra England, der blev myrdet i sin kirke i Mainz omkring år 300.
Det er (som regel) sommersolhverv på den 21. juni – og årets længste dag på den nordlige halvkugle. Efter sommersolhverv bliver dagene kortere indtil vintersolhverv, som falder 21. eller 22. december.
21. juni blev i 1985 Grønlands nationaldag.
21. juni er International Humanist Dag. Den er siden 1980'erne blevet brugt til at fejre fritænkning og humanisme i mange lande, særligt hvor der er organisationer, der er tilsluttet den Internationale Humanistisk-Etiske Union, IHEU. For Danmarks vedkommende bl.a. Humanistisk Samfund.

### Begivenheder
Født - Dødsfald
- 1749 - Byen Halifax i Nova Scotia grundlægges
- 1788 - New Hampshire bliver den niende amerikanske stat, der ratificerer forfatningen for De Forenede Stater - USA. Dermed blev forfatningen USA’s lov, da den krævede tilslutning fra netop ni stater, for at være gældende.
- 1827 - Robert Peel indfører omfattende reformer i den engelske kriminallovgivning.
- 1887 - Droning Victoria kan holde 50 års jubilæum på tronen.
- 1895 - Kielerkanalen indvies.
- 1898 - Guam opnår status som et territorium under USA.
- 1900 - Konflikten mellem Kina og imperialistiske stormagter under bokseropstanden eskalerer, da Qing-dynastiets leder, Enkekejserinde Cixi, erklærer krig mod alle udenlandske tropper i Kina.
- 1919 - Besætningerne på den tyske flåde, som er interneret i Scapa Flow på Orkneyøerne, sænker deres egne skibe.
- 1937 - For første gang vises TV fra Wimbledon.
- 1940 - Frankrig overgiver sig officielt til tyskerne efter invasionen, og en våbenhvile underskrives dagen efter.
- 1942 - Rommel indtager Tobruk.
- 1942 - En japansk ubåd kommer op til overfladen i Columbia Floden i Oregon og affyrer 17 granater mod det nærliggende Fort Stevens i et af de få angreb af japanerne mod det amerikanske fastland.
- 1945 - Den japanske ø Okinawa falder til amerikanerne.
- 1948 - På foranledning af USA indfører Vesttyskland D-Marken (Deutsche Mark) som erstatning for Reichsmarken. Få dage senere indførte Østtyskland DDR-Marken.
- 1956 - Østtyskland bebuder løsladelse af 19.000 politiske fanger.
- 1959 - I Idrætsparken i København vinder det svenske fodboldlandshold 6-0 over Danmark.
- 1963 - Den franske præsident Charles de Gaulle trækker de franske flådeenheder ud af NATO-samarbejdet.
- 1964 - Prøveboringer i Nordsøen viser, at der findes gas under havbunden.
- 1970 - Brasilien vinder VM i fodbold for tredje gang, ved i finalen i Mexico City at besejre Italien med 4-1 og får derfor Jules Rimet-pokalen til evig eje.
- 1973 - Richard Nixon og Leonid Bresjnev underskriver en våbenbegrænsningsaftale.
- 1978 - Musicalen Evita har premiere i London.
- 1979 - I en kortege på 10 store limousiner ankommer Saudi-Arabiens olieminister til København for at belære danskerne om at spare på den dyrebare olie.
- 1981 - Fredsmarch København-Paris med 4.000 deltagere startende fra Rådhuspladsen.
- 1982 - John Hinckley bliver frikendt, på grund af sindssyge, for attentatet mod præsident Ronald Reagan.
- 1983 - Rivaliserende fraktioner inden for PLO støder sammen i Bekaa-dalen i det østlige Libanon. Hundreder af oprørske soldater stormede 8 PLO-baser. De Arafat-tro forsvarere hævdede, at angriberne blev beskyttet af syriske tanks. Et par dage senere blev PLO-lederen Yasser Arafat udvist af Syrien.
- 1985 - De brasilianske myndigheder fastslår, at en person, som druknede i 1979 og blev begravet under falsk navn, er den berygtede Josef Mengele.
- 1985   - Grønlands nationaldag, det ny grønlandske flag hejses for første gang.
- 1989 - Tre arbejdere i Shanghai i Kina bliver henrettet for at have sat ild til et tog i forbindelse med studenterdemonstrationerne tidligere på måneden. Det var de første af en hel stribe henrettelser, der var myndighedernes straf for de store demonstrationer i hovedstaden Beijing og enkelte andre byer. De tre blev henrettet ved nakkeskud i overværelse 3.000 tilskuere. Dagen efter blev 7 henrettet i Beijing, dømt for voldsaktioner i forbindelse med militærets angreb på studenterne på Den Himmelske Freds Plads den 4. juni.
- 1990 - Omkring 40.000 omkommer, da den nordvestlige del af Iran rammes af det værste jordskælv i landets historie. Skælvet blev målt til mellem 7,2 og 7,7 på Richterskalaen.
- 2001 - Lille Vildmose i det østlige Himmerland bliver fredet, og er dermed det største fredede område i Danmark. Det fredede område omfatter 7.700 hektar og er Danmarks største højmose.
- 2004 - SpaceShipOne bliver det første privat finansierede bemandede rumfartøj der flyver til rummet og tilbage igen.
- 2008 - Passagerfærgen Princess of the Stars kæntrer under en storm. Omkring 800 formodes druknet, mens knap 50 overlever.
- 2009 - Grønlands Selvstyre indførtes til afløsning af hjemmestyret, og dagen blev grønlandsk flagdag.

### Født
- 1002 - Leo 9., franskfødt pave (død 1054).
- 1812 - Carl Wiibroe, dansk bryggeriejer (død 1888).
- 1863 - Anne Marie Carl-Nielsen, dansk maler og billedhugger (død 1945).
- 1891 - Hermann Scherchen, tysk dirigent (død 1966).
- 1893 - Marius Pedersen Fiil, dansk kroejer og modstandsmand (død 1944).
- 1905 - Jean-Paul Sartre, fransk filosof, forfatter og social kritiker (død 1980).
- 1910 - Jean Anouilh, fransk dramatiker (død 1987).
- 1912 - Mary McCarthy, amerikansk forfatter (død 1989).
- 1921 - Jane Russell, amerikansk skuespiller (død 2011).
- 1922 - Erik Holst, dansk tidligere folketingsmedlem og minister (død 2013).
- 1935 - Françoise Sagan, fransk forfatter (død 2004).
- 1944 - Ray Davies, sanger og sangskriver i The Kinks.
- 1945 - Hans Kragh-Jacobsen, dansk forfatter og instruktør.
- 1948 - Andrzej Sapkowski, polsk fantasy-forfatter.
- 1953 - Allis Helleland, dansk mag.art. og museumsdirektør.
- 1953   - Benazir Bhutto, pakistansk premierminister (død 2007).
- 1955 - Michel Platini, fransk fodboldspiller og -træner samt præsident for UEFA.
- 1956 - Kasper Winding, dansk musiker og komponist.
- 1961 - Manu Chao, fransk musiker.
- 1973 - Juliette Lewis, amerikansk skuespillerinde.
- 1982 - Jon Bøgedal, dansk fodboldspiller.
- 1982 - William, engelsk prins, søn af Charles og Diana.
- 1983 - Edward Snowden, amerikansk whistleblower
- 1990 - Håvard Nordtveit, norsk fodboldspiller.

### Dødsfald
- 1377 - Edvard 3., engelsk konge (født 1312).
- 1527 - Niccolò Machiavelli, italiensk statsmand (født 1469).
- 1652 - Inigo Jones, engelsk arkitekt (født 1573).
- 1788 - Johann Georg Hamann, tysk filosof og forfatter (født 1730).
- 1797 - Andreas Peter Bernstorff, dansk politiker og udenrigsminister (født 1735).
- 1893 - Leland Stanford, amerikansk finansfyrste og grundlægger af Stanford University (født 1824).
- 1908 - Nikolaj Rimskij-Korsakov, russisk komponist (født 1844).
- 1914 - Bertha von Suttner, østrigsk forfatter, pacifist og modtager af Nobels fredspris (født 1843).
- 1953 - Hjalmar Rechnitzer, dansk søofficer (født 1872).
- 1970 - Sukarno, indonesisk præsident (født 1901).
- 1980 - Bert Kaempfert, tysk orkesterleder og komponist (født 1923).
- 1985 - Tage Erlander, svensk statsminister (født 1901).
- 1994 - Bjørn Uglebjerg, dansk trommeslager (født 1948).
- 2001 - John Lee Hooker, amerikansk bluessanger og -guitarist (født 1916).
- 2002 - F.J. Billeskov Jansen, dansk kritiker og forfatter (født 1907).
- 2003 - Leon Uris, amerikansk forfatter (født 1924).
- 2007 - Erhard Köster, tysk skuespiller (født 1926).

|  | Denne datoartikel kan blive bedre, hvis der indsættes et (bedre) billede Du kan hjælpe ved at afsøge Wikimedia Commons for et passende billede eller uploade et godt billede til Wikimedia Commons iht. de tilladte licenser og indsætte det i artiklen. |